# Горчаков, Всеволод Яковлевич
Всеволод Яковлевич Горчаков — советский военный и государственный деятель, полковник.

## Биография
Родился в 1916 году в Витебске. Член КПСС.
В 1934—1937 гг. — помощник машиниста паровозного депо «Вязьма» Западной железной дороги.
С 1937 года в РККА. Во время службы в армии в составе 7-й отдельной железнодорожной бригады участвовал в строительстве секретного подземного железнодорожного тоннеля под рекой Амур. Затем был направлен на учебу в Московское военное железнодорожное училище. Во время учебы участвовал в параде на Красной площади. После окончания училища был направлен в танковую часть города Опочка.Там и встретил войну.
Участник Великой Отечественной войны: заместитель по политической части командира роты технического обеспечения 91-го танкового полка, комсорг 16-го танкового полка Волховского фронта, комиссар диверсионного отряда, командир 2-й танковой роты, командир 1-го танкового батальона, заместитель по строевой части командира 16-й танковой бригады.С  июня по октябрь 1945 года был  военным  комендантом города Щецин. В 1945—1948 — командующий 27-м самоходным артиллерийским полком, командующий 2-м танковым полком, командующий 6-м танковым полком Войска Польского.
В 1948—1958 — на командных должностях в танковых частях Сухопутных войск Советской армии.
С 1958 года в отставке.
В 1958—1976 — заместитель по военной подготовке председателя Тюменского обкома ДОСААФ, начальник штаба гражданской обороны железнодорожной станции «Тюмень», начальник штаба гражданской обороны железнодорожной станции «Гагарин» Московской железной дороги, секретарь парторганизации Гагаринского районного объединения «Сельхозтехника».
Умер в 1985 году в Гагарине.

## Награды
- Орден Красного Знамени (трижды)
- Орден Кутузова III степени
- Орден Отечественной войны II степени
- Орден Красной Звезды (трижды)
- Орден Virtuti Militari 5 степени